# 10629 Krishnamani
10629 Krishnamani eller 1998 BK11 är en asteroid i huvudbältet som upptäcktes den 23 januari 1998 av LINEAR i Socorro County, New Mexico. Den är uppkallad efter Preeti Sai Krishnamani.
Asteroiden har en diameter på ungefär 6 kilometer.